# توهوکو شینکانسن
توهوکو شینکانسن (انگلیسی: Tōhoku Shinkansen) یک خط راه‌آهن تندرو شینکانسن در ژاپن است که از شهر توکیو شروع و در آئوموری به پایان می‌رسد.
این راه‌آهن که در سال ۱۹۸۲ تأسیس شده دارای ۲۳ ایستگاه و ۶۷۴٫۹ کیلومتر طول می‌باشد.

## نگارخانه

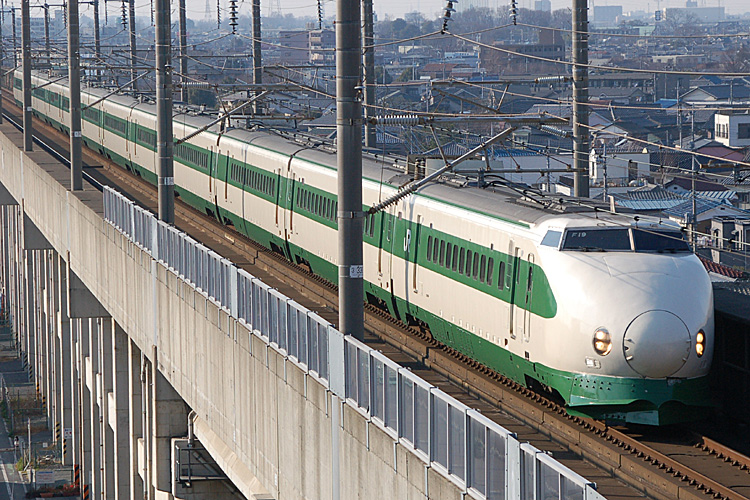
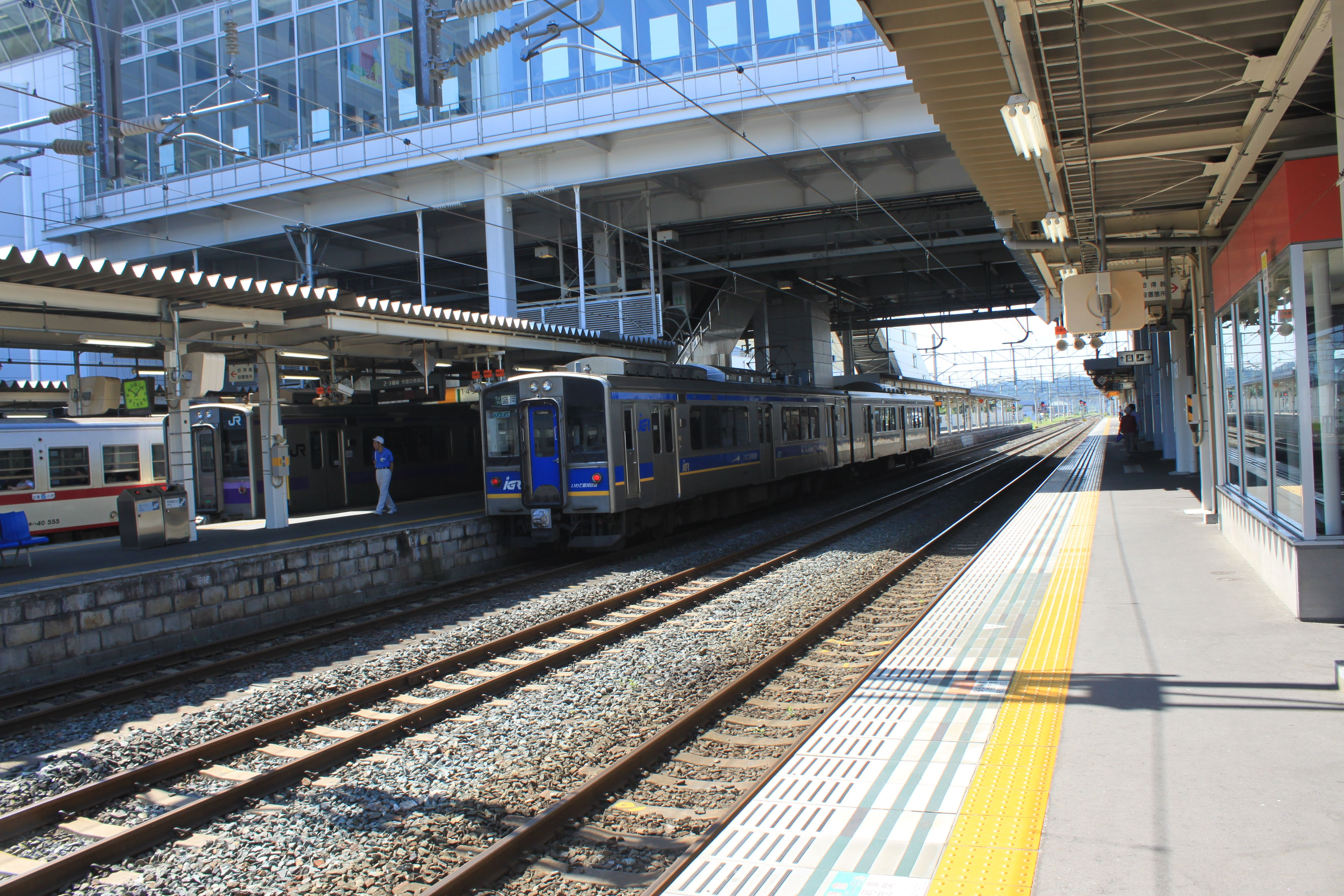
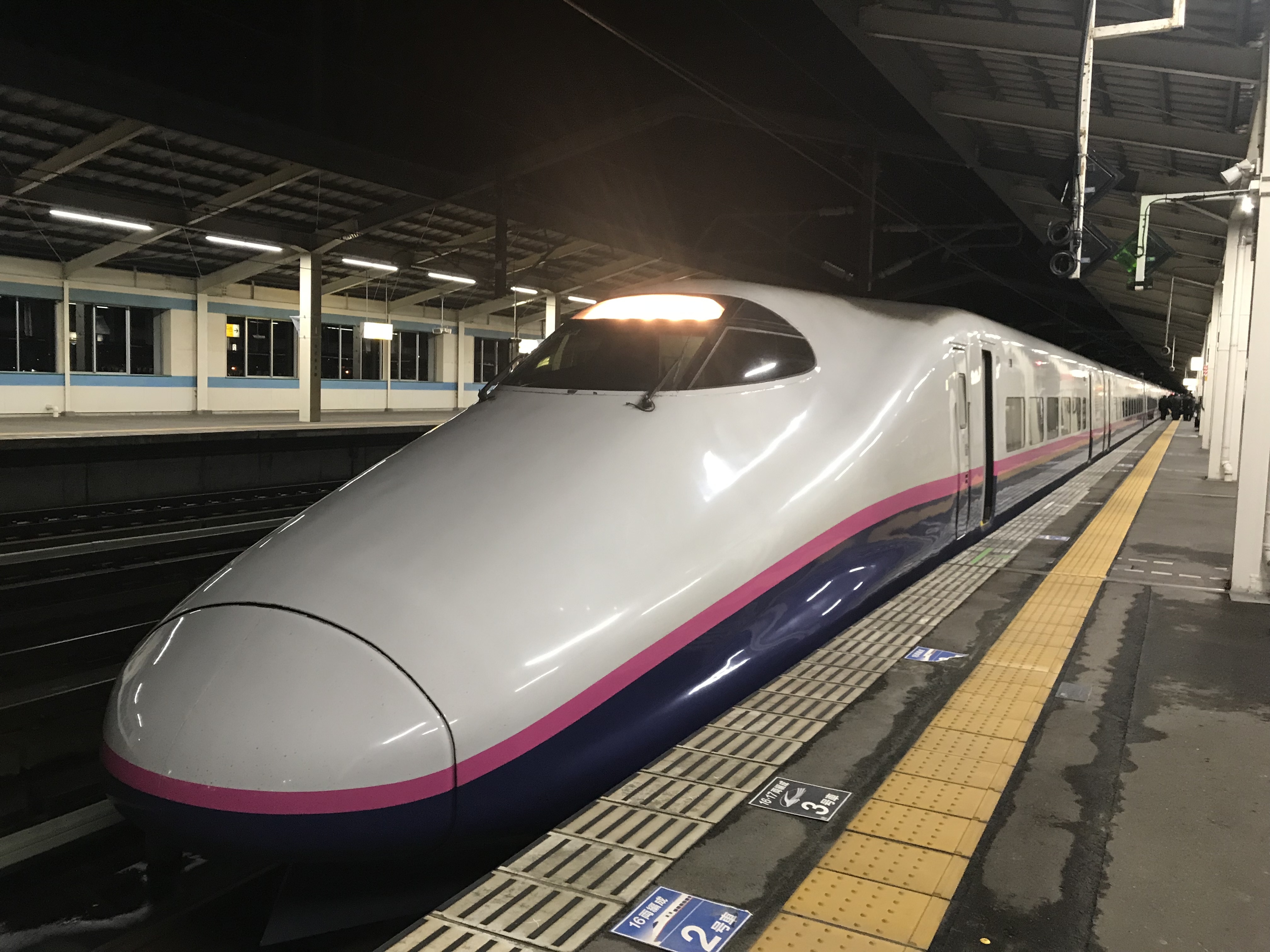
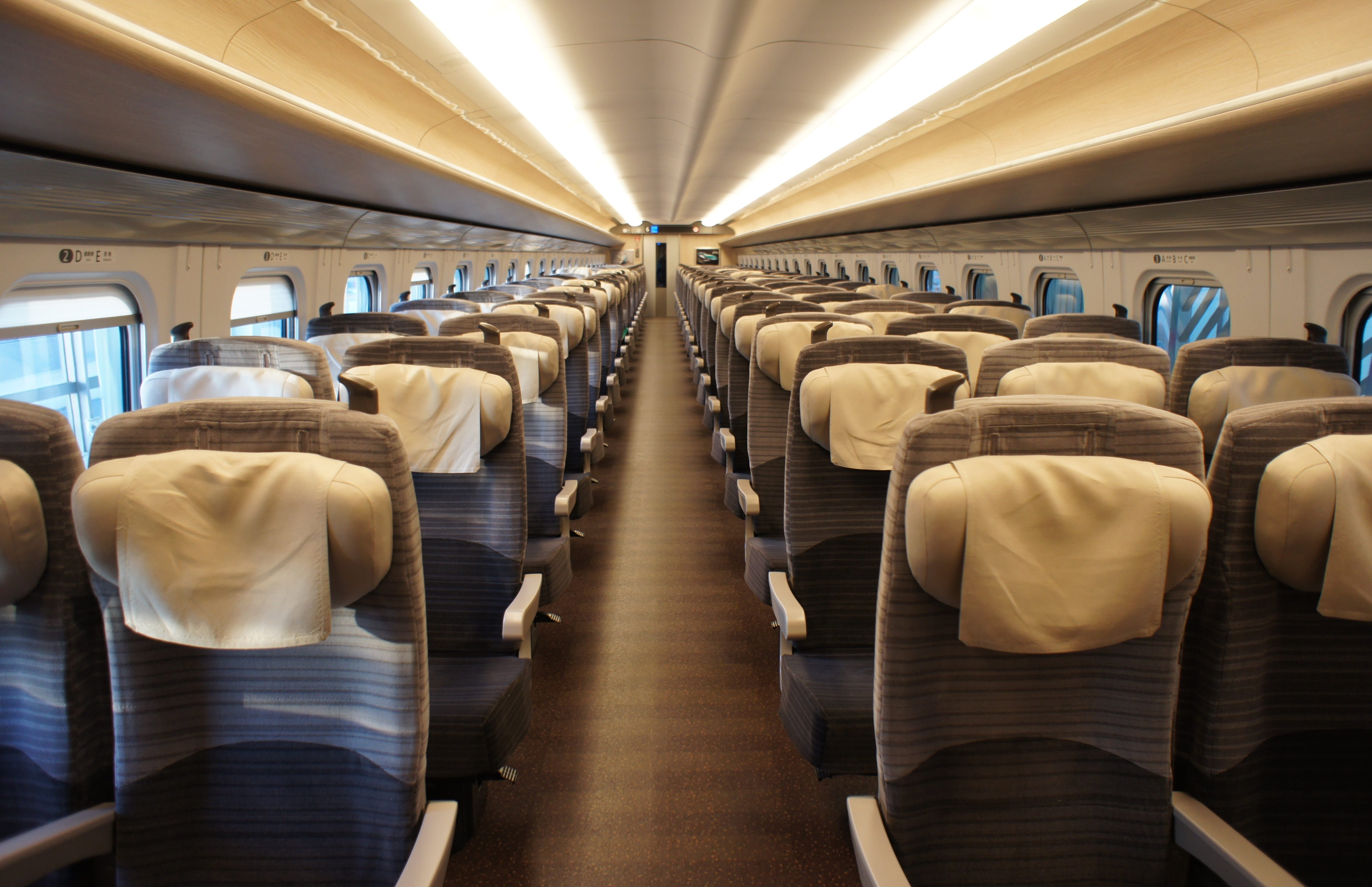